# AncorAssieme

Baglioni in concerto

ancorAssieme è un album di Claudio Baglioni pubblicato nel 1992, che, aggiungendosi ad Assieme, completa la raccolta delle canzoni suonate dal vivo nel tour seguito alla pubblicazione di Oltre.

## Il disco
L'album è la registrazione delle tappe tratte dalla tournée ancorAssieme terzo atto e continuazione della serie di concerti che seguono l'album Oltre, a differenza della tournée Oltre il concerto (da gennaio a maggio 92) realizzata con il palco al centro nei palasport e la tournée Assieme sotto un cielo mago realizzata sempre con il palco al centro negli stadi (da luglio ad agosto 92), ancorAssieme è realizzato con il classico palco frontale negli stadi, arene e anfiteatri a cui fa da sfondo il cielo serale delle più belle zone di villeggiatura italiane, e prosegue da settembre a ottobre 1992.
Rappresenta dunque la controparte invernale del disco live estivo Assieme e si distingue grazie alla modalità di esecuzione e di arrangiamento dei brani, più folk.

## Tracce
Testi e musiche di Claudio Baglioni.
1. Un nuovo giorno o un giorno nuovo – 5:55
2. Io dal mare – 5:00
3. Ragazze dell'est – 5:10
4. Dagli il via – 5:49
5. I vecchi – 5:00
6. Naso di falco – 5:51
7. Poster – 4:58 (musica: Claudio Baglioni e Antonio Coggio)
8. Questo piccolo grande amore – 5:33 (musica: Claudio Baglioni e Antonio Coggio)
9. Fotografie – 6:22
10. Domani mai – 5:15
11. Avrai – 5:50
12. Canzoniere (medley) – 15:52 (musica: Claudio Baglioni e Antonio Coggio)
13. ancorAssieme (saluti e ringraziamenti) – 1:51

## Formazione
- Claudio Baglioni - voce, pianoforte e chitarra
- Walter Savelli - pianoforte e tastiere
- Paolo Gianolio - chitarra
- John Giblin - basso e contrabbasso
- Gavin Harrison - batteria e percussioni
- Susanna Parigi, Antonella Pepe - cori
- Solis String Quartet - strumenti ad arco

## Classifiche
| Classifica (1992) | Posizione massima |
| ----------------- | ----------------- |
| Europa            | 49                |
| Italia            | 5                 |

### Classifiche di fine anno
| Classifica (1992) | Posizione |
| ----------------- | --------- |
| Italia            | 36        |